# 2-butoxyethanol
2-Butoxyethanol je organická sloučenina se vzorcem BuOC2H4OH (Bu = CH3CH2CH2CH2), butylether ethylenglykolu. Jedná se o poměrně netěkavé rozpouštědlo, které se používá v řadě výrobků pro domácnosti i průmysl, protože funguje jako povrchově aktivní látka. Dráždí dýchací cesty a může být akutně toxický, i když se při studiích na zvířatech neprokázala mutagenita, nejsou ani důkazy, že by mohlo jít o lidský karcinogen.

## Výroba
2-Butoxyethanol se obvykle vyrábí jedním ze dvou postupů; prvním je ethoxylace butan-1-olu nebo ethylenoxidu za přítomnosti katalyzátoru,
C2H4O + C4H9OH → C4H9OC2H4OH
druhou estherifikace butanolu 2-chlorethanolem.
V laboratoři lze 2-butoxyethanol připravit otevíráním kruhu 2-propyl-1,3-dioxolanu pomocí chloridu boritého.
Průmyslově se také vyrábí reakcí ethylenglykolu s butyraldehydem za přítomnosti palladia na uhlíku.

## Použití
2-Butoxyethanol je glykolether, který funguje jako tenzid. Glykolethery rozpouštějí jak hydrofobní, tak i ve vodě rozpustné látky. Jejich molekuly se skládají ze dvou částí, alkoholové a etherové. Podle použitého alkoholu je lze rozdělit na dvě skupiny: E (odvozené od ethylenglykolu) a P (odvozené od propylenglykolu). Glykolethery jsou dobře rozpustné a mají nízkou hořlavost i těkavost.

### Komerční použití
2-Butoxyethanol slouží jako rozpouštědlo v některých barvách, nátěrech, čisticích prostředcích a inkoustech.
Tuto látku nohou obsahovat například přídavné látky do akrylátových pryskyřic, hasicí pěny, přípravky na ochranu kůží, odmašťovadla, kapalná mýdla, kosmetické přípravky, laky a herbicidy. Jedná se o složku řady čisticích prostředků pro domácnosti i průmysl. Protože má jeho molekula polární i nepolární konec, tak butoxyethanol dobře odstraňuje polární i nepolární nečistoty.

### V ropném průmyslu
2-Butoxyethanol je díky svým detergentním vlastnostem často používán v ropném průmyslu.
Bývá zde například součástí stabilizátorů a disperzí při hydraulickém štěpení. Jako tenzid adsorbuje 2-butoxyethanol látky na rozhraní vody a ropy. také usnadňuje vypouštění plynů, protože zamezuje tuhnutí.
Jeho detergentní vlastnosti mají rovněž využití v disperzním činidlu Corexit 9527, využitém mimo jiné v roce 2010 při likvidaci následků Havárie plošiny Deepwater Horizon.

## Bezpečnost
2-Butoxyethanol má nízkou akutní toxicitu, s LD50 u krys je 2,5 g/kg. Laboratorní testy provedené U. S. National Toxicology Program ukázaly, že pouze dlouhodobé vystavení vyšším koncentracím (100–500 ppm) 2-butoxyethanolu může u zvířat způsobit nádory nadledvinek.
2-Butoxyethanol byl shledán karcinogenním pro hlodavce. Tyto výsledky nelze přímo přenášet na člověka, protože ke karcinogenezi dochází v předžaludku, který se u lidí nevyskytuje.
2-Butoxyethanol neproniká břidlicemi.

### Ukládání a rozklad
2-Butoxyethanol může být spálen, spalování je rychlejší za přítomnosti částic polovodiče. Na vzduchu se rozkládá za několik dnů reakcí s kyslíkovými radikály. Nepatří mezi významné látky znečišťující životní prostředí a nehromadí se v organismech.
2-Butoxyethanol se v půdě a vodě rozkládá, s poločasem od 1 do 4 týdnů.

### Bezpečnost u člověka
2-Butoxyethanol se do těla nejčastěji dostává přes kůži, vdechnutím nebo ústy.Prahová hodnota pro tuto látku činí při vystavení v práci 20 ppm, což je výrazně nad čichovým prahem o hodnotě 0,4 ppm. Koncentrace 2-butoxyethanolu a jeho metabolitu kyseliny 2-butoxyoctové lze měřit s využitím chromatografických metod.

### Studie na zvířatech
Na savcích byly pozorovány škodlivé vlivy 2-butoxyethanolu při vyšších koncentracích. U krys a králíků byly při různých dávkách pozorovány vývojové poruchy. Za koncentrací o hodnotě 100 ppm (483 mg/m3) a 200 ppm (966 mg/m3) se objevilo statisticky významné navýšení výskytu poruch kostry. 2-Butoxyethanol také významně snižuje hmotnost narozených mláďat a plodu. 2-Butoxyethanol se u savců metabolizuje působením alkoholdehydrogenázy.
U zvířat vystavených 2-butoxyethanolu se také objevily účinky na nervovou soustavu. U krys došlo při koncentracích 523 ppm a 867 ppm ke snížení soustředěnosti; u králíků bylo pozorováno při 400 ppm působících po dobu dvou dnů.
Když byl 2-butoxyethanol přidán do vody, tak se u myší i krys objevily škodlivé účinky; dávky se přitom pohybovaly mezi 70 mg/kg a 1300 mg/kg za den. U obou druhů bylo pozorováno snížení hmotnosti a také se objevil menší příjem vody. Krysy vykazovaly nižší počet červených krvinek, pokles hmotnosti brzlíku a léze na játrech, slezině a v kostní dřeni.